# Hyperinflation
Hyperinflation er meget kraftig og ofte voksende inflation. Der findes ingen alment accepteret præcis numerisk definition af hyperinflation. Dog anvendes ofte defitionen, at der skal være tale om en månedlig inflation på 50 % i mindst 30 dage. Hyperinflation bliver som oftest forårsaget af centralbanker, der øger pengemængden kraftigt, hvilket forårsager prisstigninger, jf. kvantitetsteorien. Høj inflation påvirker forventningsdannelsen til fremtidig inflation, hvilket gør at høj inflation ofte er selvforstærkende. Hyperinflation kan derfor ses som et resultat af en ond spiral.
Der har været talrige eksempler på hyperinflation i det 20. århundrede. Det værst dokumenterede tilfælde indtil videre var Ungarn i 1946, hvor priserne på et tidspunkt fordobledes hver 15. time. Andre kendte eksempler er den tyske hyperinflation i 1923, Grækenland i 1944, Sovjetunionen i 1924, Rusland i 1992, flere steder i det tidligere Jugoslavien i 1994, Zimbabwe i 2008 og Venezuela siden 2016.

## Eksempler på hyperinflation
- Tyskland i de tidlige 1920'ere: Nåede sit maksimum med en inflation på 3,25 mio % ~ priserne fordobles hver 49. time.
- Grækenland 1941-1944 under den tyske besættelse hvor inflationen nåede 8,55 mia. % ~ priserne fordobles hver 28. time.
- Ungarn efter 2. verdenskrig med inflation på 41,9 billiard % (4,19*1016) % ~ priserne fordobles hver 15. time.
- Zimbabwe. Den 14.11.08 havde landet en inflation på 89,7 trilliarder % (8,97*1022) %
- Venezuela har i starten af 2019 en inflation på over 2.000.000%.